# 傑米·羅伯茨
傑米·羅伯茨（英語：Jamie Roberts；1986年11月8日—）是一位威爾斯橄欖球運動員。他是威爾斯國家橄欖球隊的一員，代表威爾斯參加了2015年世界盃橄欖球賽。